# Megacerus cubiculus
Megacerus cubiculus là một loài bọ cánh cứng trong họ Bruchidae. Loài này được Casey miêu tả khoa học năm 1884.